# أليكساندر بودوان
أليكساندر بودوان هو عالم كندي، ولد في 16 فبراير 1978 في درومونفيل في كندا.